# Tjålmsjöåns naturreservat
Tjålmsjöåns naturreservat är ett naturreservat i Sollefteå kommun i Västernorrlands län.
Området är naturskyddat sedan 2019 och är 100 hektar stort. Reservatet omfattar en stor del av Tjålmsjön, utloppet av Mo-Långsjön, Stor-Kalltjärnen och Lill-Kalltjärnen och vattendragen däremellan. Reservatet består av ån  och barrblandskog utmed ån. I ån finns flodpärlmusslor.